# Club Atlético River Plate 1986-1987
Questa voce raccoglie le informazioni riguardanti il Club Atlético River Plate nelle competizioni ufficiali della stagione 1986-1987.

## Stagione
In questa stagione il club primeggiò a livello internazionale ma faticò entro i confini argentini, ottenendo un decimo posto in campionato ma vincendo Coppa Libertadores e Coppa Intercontinentale. In Primera División il rendimento è discontinuo e al termine dell'annata i punti ottenuti sono 39, con 13 vittorie, 13 pareggi e 12 sconfitte.
In àmbito internazionale la squadra è inclusa nel gruppo 1, insieme ai connazionali del Boca Juniors e alle due compagini uruguaiane Montevideo Wanderers e Peñarol, entrambe con sede nella capitale. Dopo il pareggio iniziale nel Superclásico che aprì il girone il River centrò 5 vittorie in altrettante gare, ottenendo così il primo posto e la qualificazione alla fase seguente. Nella seconda parte della competizione la formazione di Buenos Aires viene inclusa nel gruppo a tre con Argentinos Juniors e Barcelona di Guayaquil; ancora una volta, il River si classificò come primo (dovendo però disputare lo spareggio con l'Argentinos) e raggiunse in finale i colombiani dell'América de Cali, che vennero sconfitti sia in casa che in trasferta.
La vittoria nel massimo torneo sudamericano per club consentì al River di partecipare alla Coppa Intercontinentale 1986, ove trovò i rumeni dello Steaua Bucarest; in gara unica allo Stadio Nazionale di Tokyo fu Alzamendi a decidere l'incontro, con un gol al 28'.

## Maglie e sponsor
Lo sponsor tecnico per la stagione 1986-1987 è Adidas, mentre lo sponsor ufficiale è Fate.
| Casa | Trasferta |

## Rosa
| N. |                      | Ruolo | Calciatore           |
| -- | -------------------- | ----- | -------------------- |
|    | Argentina (bandiera) | P     | Sergio Goycochea     |
|    | Argentina (bandiera) | P     | Nery Pumpido         |
|    | Argentina (bandiera) | D     | Jorge Borelli        |
|    | Argentina (bandiera) | D     | Jorge Gordillo       |
|    | Uruguay (bandiera)   | D     | Nelson Gutiérrez     |
|    | Argentina (bandiera) | D     | José Karabín         |
|    | Paraguay (bandiera)  | D     | Oscar López Turitich |
|    | Argentina (bandiera) | D     | Alejandro Montenegro |
|    | Argentina (bandiera) | D     | Gabriel Perrone      |
|    | Argentina (bandiera) | D     | Oscar Ruggeri        |
|    | Argentina (bandiera) | C     | Roque Alfaro         |
|    | Argentina (bandiera) | C     | Héctor Enrique       |
|    | Argentina (bandiera) | C     | Américo Gallego      |
|    | Argentina (bandiera) | C     | Néstor Gorosito      |

| N. |                      | Ruolo | Calciatore          |
| -- | -------------------- | ----- | ------------------- |
|    | Uruguay (bandiera)   | C     | Mario Saralegui     |
|    | Argentina (bandiera) | C     | Daniel Sperandio    |
|    | Argentina (bandiera) | C     | Pedro Troglio       |
|    | Argentina (bandiera) | A     | Norberto Alonso     |
|    | Uruguay (bandiera)   | A     | Antonio Alzamendi   |
|    | Argentina (bandiera) | A     | Ariel Beltramo      |
|    | Argentina (bandiera) | A     | Claudio Caniggia    |
|    | Argentina (bandiera) | A     | Ramón Centurión     |
|    | Argentina (bandiera) | A     | Jorge Esteche       |
|    | Argentina (bandiera) | A     | Juan Gilberto Funes |
|    | Argentina (bandiera) | A     | Claudio Morresi     |
|    | Argentina (bandiera) | A     | Rubens Navarro      |
|    | Argentina (bandiera) | A     | Pedro Sallaberry    |

## Statistiche

### Statistiche di squadra
| Competizione     | Punti | Totale | Totale | Totale | Totale | Totale | Totale | DR  |
| Competizione     | Punti | G      | V      | N      | P      | Gf     | Gs     | DR  |
| ---------------- | ----- | ------ | ------ | ------ | ------ | ------ | ------ | --- |
| Primera División | 39    | 38     | 13     | 13     | 12     | 54     | 59     | -5  |
| Libertadores     | -     | 14     | 11     | 2      | 1      | 23     | 8      | +15 |
| Totale           | -     |        |        |        |        |        |        | -   |